# Elezioni regionali in Piemonte del 2000
Le elezioni regionali italiane del 2000 in Piemonte si sono tenute il 16 aprile. Esse hanno visto la vittoria del presidente uscente Enzo Ghigo, sostenuto dalla Casa delle Libertà, che ha sconfitto il candidato del centro-sinistra, Livia Turco.

## Risultati
| Candidati                                                       | Candidati                                                       | Voti                                                            | %     | Liste                    | Voti      | %     | Seggi |
| --------------------------------------------------------------- | --------------------------------------------------------------- | --------------------------------------------------------------- | ----- | ------------------------ | --------- | ----- | ----- |
|                                                                 | Enzo Ghigo (Per il Piemonte) ✔️ Presidente                      | 1 249 840                                                       | 51,78 | Forza Italia             | 626 907   | 30,78 | 17    |
| Alleanza Nazionale                                              | Enzo Ghigo (Per il Piemonte) ✔️ Presidente                      | 1 249 840                                                       | 51,78 | 241 864                  | 11,88     | 6     |       |
| Lega Nord                                                       | Enzo Ghigo (Per il Piemonte) ✔️ Presidente                      | 1 249 840                                                       | 51,78 | 153 935                  | 7,56      | 3     |       |
| Cristiani Democratici Uniti                                     | Enzo Ghigo (Per il Piemonte) ✔️ Presidente                      | 1 249 840                                                       | 51,78 | 48 707                   | 2,39      | 1     |       |
| Centro Cristiano Democratico                                    | Enzo Ghigo (Per il Piemonte) ✔️ Presidente                      | 1 249 840                                                       | 51,78 | 43 827                   | 2,15      | 1     |       |
| Partito Socialista - Socialdemocrazia                           | Enzo Ghigo (Per il Piemonte) ✔️ Presidente                      | 1 249 840                                                       | 51,78 | 16 283                   | 0,80      | –     |       |
| Liberal Sgarbi - I Libertari                                    | Enzo Ghigo (Per il Piemonte) ✔️ Presidente                      | 1 249 840                                                       | 51,78 | 5 725                    | 0,28      | –     |       |
| Partito Democratico Cristiano                                   | Enzo Ghigo (Per il Piemonte) ✔️ Presidente                      | 1 249 840                                                       | 51,78 | 2 139                    | 0,11      | –     |       |
| Seggi assegnati alla lista regionale                            | Seggi assegnati alla lista regionale                            | Seggi assegnati alla lista regionale                            | 51,78 | 12                       |           |       |       |
|                                                                 | Livia Turco (Turco per il Piemonte)                             | 953 163                                                         | 39,49 | Democratici di Sinistra  | 360 826   | 17,72 | 9     |
| Partito della Rifondazione Comunista                            | Livia Turco (Turco per il Piemonte)                             | 953 163                                                         | 39,49 | 112 489                  | 5,52      | 2     |       |
| I Democratici                                                   | Livia Turco (Turco per il Piemonte)                             | 953 163                                                         | 39,49 | 86 349                   | 4,24      | 2     |       |
| Centro per il Piemonte (PPI-RI-UDEUR)                           | Livia Turco (Turco per il Piemonte)                             | 953 163                                                         | 39,49 | 74 888                   | 3,68      | 1     |       |
| Partito dei Comunisti Italiani                                  | Livia Turco (Turco per il Piemonte)                             | 953 163                                                         | 39,49 | 41 930                   | 2,06      | 1     |       |
| Federazione dei Verdi                                           | Livia Turco (Turco per il Piemonte)                             | 953 163                                                         | 39,49 | 41 853                   | 2,06      | 1     |       |
| Socialisti Democratici Italiani                                 | Livia Turco (Turco per il Piemonte)                             | 953 163                                                         | 39,49 | 36 788                   | 1,81      | 1     |       |
| Partito Pensionati                                              | Livia Turco (Turco per il Piemonte)                             | 953 163                                                         | 39,49 | 15 964                   | 0,78      | –     |       |
| Seggio assegnato al candidato presidente classificatosi secondo | Seggio assegnato al candidato presidente classificatosi secondo | Seggio assegnato al candidato presidente classificatosi secondo | 39,49 | 1                        |           |       |       |
|                                                                 | Emma Bonino                                                     | 138 632                                                         | 5,74  | Lista Emma Bonino        | 90 796    | 4,46  | 2     |
|                                                                 | Francesca Calvo                                                 | 62 288                                                          | 2,58  | Autonomisti per l'Europa | 26 639    | 1,31  | –     |
| Verdi Verdi                                                     | Francesca Calvo                                                 | 62 288                                                          | 2,58  | 8 498                    | 0,42      | –     |       |
|                                                                 | Antonio Tevere                                                  | 9 624                                                           | 0,40  | Partito Umanista         | 0         | 0,00  | –     |
| Totale                                                          | Totale                                                          | 2 413 547                                                       | 100   |                          | 2 036 407 | 100   | 60    |

## Consiglieri eletti
| Collegio             | Lista                                | Eletto                             |
| -------------------- | ------------------------------------ | ---------------------------------- |
| Collegio regionale   | Per il Piemonte                      | Enzo Ghigo                         |
| Collegio regionale   | Per il Piemonte                      | William Casoni                     |
| Collegio regionale   | Per il Piemonte                      | Valerio Cattaneo                   |
| Collegio regionale   | Per il Piemonte                      | Roberto Cota                       |
| Collegio regionale   | Per il Piemonte                      | Franco Maria Botta                 |
| Collegio regionale   | Per il Piemonte                      | Rosa Anna Costa                    |
| Collegio regionale   | Per il Piemonte                      | Daniele Cantore                    |
| Collegio regionale   | Per il Piemonte                      | Domenico Mercurio                  |
| Collegio regionale   | Per il Piemonte                      | Roberto Vaglio                     |
| Collegio regionale   | Per il Piemonte                      | Cristiano Bussola                  |
| Collegio regionale   | Per il Piemonte                      | Cesare Maurizio Valvo              |
| Collegio regionale   | Per il Piemonte                      | Giuseppe Pozzo                     |
| Collegio regionale   | Livia Turco Piemonte                 | Livia Turco                        |
| Torino               | Forza Italia                         | Deodato Scanderebech               |
| Torino               | Forza Italia                         | Caterina Ferrero                   |
| Torino               | Forza Italia                         | Angelo Burzi                       |
| Torino               | Forza Italia                         | Giampiero Leo                      |
| Torino               | Forza Italia                         | Pierluigi Marengo                  |
| Torino               | Forza Italia                         | Emilio Bolla                       |
| Torino               | Forza Italia                         | Giuliano Manolino                  |
| Torino               | Democratici di Sinistra              | Pietro Marcenaro                   |
| Torino               | Democratici di Sinistra              | Angelino Riggio                    |
| Torino               | Democratici di Sinistra              | Giancarlo Tapparo                  |
| Torino               | Democratici di Sinistra              | Marisa Suino                       |
| Torino               | Democratici di Sinistra              | Roberto Placido                    |
| Torino               | Alleanza Nazionale                   | Agostino Ghiglia                   |
| Torino               | Alleanza Nazionale                   | Antonio D'Ambrosio                 |
| Torino               | Alleanza Nazionale                   | Roberto Salerno                    |
| Torino               | Partito della Rifondazione Comunista | Rocco Papandrea                    |
| Torino               | Partito della Rifondazione Comunista | Mario Contu                        |
| Torino               | Lega Nord                            | Matteo Brigandì                    |
| Torino               | I Democratici                        | Costantino Giordano                |
| Torino               | Lista Bonino Pannella                | Carmelo Palma                      |
| Torino               | Centro per il Piemonte               | Antonino Saitta                    |
| Torino               | Centro Cristiano Democratico         | Antonello Angeleri                 |
| Torino               | Federazione dei Verdi                | Enrico Moriconi                    |
| Torino               | Partito dei Comunisti Italiani       | Giuseppe Chiezzi                   |
| Torino               | Socialisti Democratici Italiani      | Giovanni Antonio Felice Caracciolo |
| Torino               | Cristiani Democratici Uniti          | Sergio Deorsola                    |
| Alessandria          | Forza Italia                         | Ugo Cavallera                      |
| Alessandria          | Forza Italia                         | Nicoletta Albano                   |
| Alessandria          | Democratici di Sinistra              | Rocchino Muliere                   |
| Alessandria          | Alleanza Nazionale                   | Marco Botta                        |
| Alessandria          | Lega Nord                            | Oreste Rossi                       |
| Asti                 | Forza Italia                         | Mariangela Cotto                   |
| Biella               | Forza Italia                         | Gilberto Pichetto Fratin           |
| Biella               | Democratici di Sinistra              | Gianni Wilmer Ronzani              |
| Cuneo                | Forza Italia                         | Enrico Costa                       |
| Cuneo                | Forza Italia                         | Pietro Francesco Toselli           |
| Cuneo                | Lega Nord                            | Claudio Dutto                      |
| Cuneo                | Alleanza Nazionale                   | Giacomo Rossi                      |
| Cuneo                | Democratici di Sinistra              | Lido Riba                          |
| Cuneo                | Lista Emma Bonino                    | Bruno Mellano                      |
| Novara               | Forza Italia                         | Daniele Galli                      |
| Novara               | Forza Italia                         | Pier Luigi Gallarini               |
| Novara               | Alleanza Nazionale                   | Gianni Mancuso                     |
| Novara               | Democratici di Sinistra              | Giuliana Manica                    |
| Verbano-Cusio-Ossola | Forza Italia                         | Ettore Racchelli                   |
| Vercelli             | Forza Italia                         | Luca Pedrale                       |